# Apoplasto

Diagrama de absorción y de agua por raíces de una planta

El apoplasto es un espacio extracelular periférico al plasmalema de las células vegetales por el que fluyen agua y otras sustancias; este transporte se dice que se realiza por la vía del apoplasto. En las raíces llega a representar un 10% de su volumen. En las mencionadas raíces la ruta del apoplasto a través de la endodermis está impedida puesto que la banda de Caspari, impregnada de lignina y suberina (impermeables), provoca que el flujo sea a través del citoplasma de las células (es decir, a través del simplasto). 
La vía del apoplasto transporta sustancias muy diversas, como el dióxido de carbono (que se capta de la atmósfera y que ha de ser transportado al cloroplasto para que intervenga en la fijación del carbono durante la fotosíntesis), sales minerales (captadas del suelo a través de la raíz) e incluso elementos de respuesta a estrés (por ejemplo, interviene en la resistencia sistémica adquirida a fitopatógenos).